# Kerk van Backemoor
De kerk van Backemoor is een middeleeuws kerkgebouw in het dorp Backemoor in het Landkreis Leer in Duitsland. Het is een oorspronkelijk romaans gebouw uit het begin van de dertiende eeuw.